# Proximus Pickx

Beeldmerk van Proximus

Proximus Pickx (vroeger Proximus TV of Belgacom TV) is een Belgisch televisiebedrijf dat in de zomer van 2005 werd gelanceerd door Belgacom (thans Proximus) als het eerste aanbod voor digitale televisie in België. Bedoeling was om de activiteiten te diversifiëren om de dalende vaste lijn telefonie-inkomsten te trachten te compenseren. Met deze ontwikkeling trad Belgacom in het strijdperk met de gevestigde televisieaanbieder Telenet.

## Techniek
Proximus Pickx wordt verdeeld via ADSL2+ of VDSL2 en werkt dus via een traditionele 'koperen' telefoonlijn. Om Proximus Pickx te ontvangen heeft men fysiek een Proximus telefoonlijn nodig, die echter niet actief hoeft te zijn voor telefonie. In diverse regio's zijn er ook testen met glasvezel.
Er is een modem en een decoder nodig, welke gehuurd wordt. De oudere decoders waren standaard uitgerust met een harde schijf om programma's op te nemen, ondertussen is de standaard-decoder een compacte uitvoering zonder harde schijf en met Android TV. Opnames worden op het netwerk opgeslagen voor 60 dagen (met optie voor langetermijnopslag).

## Aanbod
In de praktijk werkt Proximus Pickx als een platform waarop de andere elementen uit het aanbod van Proximus worden geënt. Er zijn zo een driehonderd tv-zenders en een tweehonderd radiozenders standaard inbegrepen. Ook functies zoals TV Replay zijn ingebouwd. Dit kan verder aangevuld worden met tv-opties.

### Tv-opties
Met een tv-optie kan men voor een vast bedrag per maand onbeperkt toegang krijgen tot films, series en andere clips. Hieronder een korte opsomming van de beschikbare thema's.
- Tv-opties:
  - TV Replay+: tv programma's herbekijken en vooruitspoelen tot 36 uur terug in de tijd
  - Pickx+: de eigen zender van Proximus die naast internationale programma's ook producties van eigen bodem brengt
  - Pickx Sports: sportcompetities, waaronder voetbalwedstrijden uit de Jupiler Pro League, Challenger Pro League en UEFA Champions League
  - Pickx Mix: een "op aanvraag"-catalogus en 19 extra zenders
  - Studio 100 GO Pass: toegang to alle series, films, shows, specials en muziekclips van Studio 100
  - Adult: extra zenders met erotische programma's
- Gecombineerde Tv-opties:
  - Pickx All Stars: Netflix, Disney+, Pickx Mix en Pickx+
  - Pickx All Stars & Sports: Netflix, Disney+, Pickx Mix, Pickx Sports en Pickx+

### Voetbalwedstrijden
In 2005 verwierf Belgacom de exclusieve televisierechten voor de Jupiler Pro League voor drie jaar. Daarvoor richtte het een eigen voetbalzender op onder de naam Belgacom 11. Voor het eerst in de geschiedenis van het Belgische voetbal werden alle wedstrijden van de competitie live uitgezonden op televisie. In 2008 verlengde Belgacom hun exclusiviteitscontract voor nog eens drie jaar.
Op 10 juni 2011 raakte bekend dat Belgacom (Nu Pickx) vijf wedstrijden per speeldag van de Jupiler League, de Belgische voetbalcompetitie in de eerste klasse, mocht uitzenden. Tijdens de seizoenen 2011-2012, 2012-2013 en 2013-2014 waren de vijf wedstrijden te zien op Belgacom 11 (Nu Pickx-Sports), de voetbalzender van Proximus Pickx. De andere drie wedstrijden van elke speeldag waren te zien zijn bij concurrent Telenet op de betaalzender Sporting Telenet.

### Streamingdiensten
Sinds 16 december 2014 biedt Proximus rechtstreeks toegang tot Netflix via de decoder.
Sinds 15 september 2020 biedt Proximus rechtstreeks toegang tot Disney+ via de decoder.
Sinds 18 oktober 2021 biedt Proximus rechtstreeks toegang tot Streamz via de decoder.

## Proximus VOD
Naast een ruim aanbod oude en nieuwe films is er ook "Proximus VOD" (Vroeger Tv-Op-Aanvraag) Dit is het aanbod op Proximus Pickx:
- Proximus VOD (Grote catalogus met de nieuwste films)

## Eigen content

### Belgacom TV-magazine
In oktober 2007 verscheen het eerste Belgacom TV-magazine. In het magazine werd gekeken naar welke programma's en films de zenders aanbieden en wat de voetbalkalender was. Het magazine was gratis en verscheen elke twee maanden voor de abonnees van Belgacom TV.  Sinds 2014 bestaat het magazine niet meer.

### Anne
Anne was een Vlaamse digitale commerciële televisiezender van Proximus. Ze zond voor het eerst uit op 8 juli 2009 en spitste zich toe op Vlaamse muziek. Voor de beelden werkte Proximus samen met Medialaan.  In 2016 werd de zender opgedoekt.

### Pickx live
Pickx live (het vroegere Belgacom Zoom) is een digitale televisiezender op Proximus Pickx die de films en series van het Proximus Movies & Series kanaal voorstelt, maar ook de nieuwigheden in de "op aanvraag"-catalogus presenteert en vooruitblikt op het voetbalweekend. Verder is er op het kanaal ook het programma De Top 20, met de 20 meest aangevraagde films, en De Keuze van Jan dat wordt gepresenteerd door Jan Verheyen. Proximus pickx live is te bekijken op kanaal 11 van Proximus Pickx.

### Pickx+ Sports
Pickx+ Sports (het vroegere Proximus 11, tot eind 2014 bekend onder de naam Belgacom 11) is een Belgische digitale commerciële televisiezender van Proximus die verschillende voetbalmatchen uitzendt en bespreekt.

### Pickx+
Proximus lanceerde op 29 april 2021 Pickx+, een eigen digitale zender met internationale programma's en series zoals The Handmaid's Tale en Penn & Teller: Fool Us, maar ook met eigen producties. Zo presenteert Ianthe Tavernier het actualiteitenprogramma Fresh Viral en ontvangt Saartje Vandendriessche gasten in haar talkshow Saartje!.

## Concurrentie
Proximus Pickx treedt in concurrentie met de kabel. Aangezien de tv-markt in België tot 2005 het monopolie was van de kabeloperatoren, betekent dat een grotere keuze voor de kijker.
Proximus Pickx is in heel België beschikbaar (waar ADSL2+/VDSL2 beschikbaar is met een minimumsnelheid van 4Mbps), terwijl Telenet Digital TV enkel in Vlaanderen en delen van Brussel te ontvangen is. Proximus Pickx heeft in het Vlaamse- en Brusselse gewest concurrentie van Telenet Digital TV. In tegenstelling tot traditionele kabeloperatoren is de distributie van Proximus Pickx niet gebonden aan een gemeente of provincie.
Om de klantenbasis te vergroten werd in 2009 het succesvolle reclamefilmpje Who took my badjas? en in 2010 Het-is-ook-uw-vader-é gelanceerd op de nationale zenders.
Proximus Pickx is eveneens beschikbaar op tablet, smartphone en PC via een app en een website. Deze dienst is enkel beschikbaar voor klanten die een bestaand tv-abonnement hebben en is beperkt in het zenderaanbod.
Volgens officiële cijfers van eind juni 2021 telt Proximus 1.702.000 tv-abonnementen. Er moet wel rekening gehouden worden met het feit dat Proximus zich baseert op het aantal geregistreerde decoders. Zo is het bijvoorbeeld mogelijk dat een decoder wel vervangen werd, maar niet verwijderd werd van de lijn.